# Moscow Ladies Open 1994
Moscow Ladies Open 1994 — жіночий тенісний турнір, що відбувся на закритих кортах з килимовим покриттям спорткомплексу Олімпійський у Москві (Росія). Належав до турнірів 3-ї категорії в рамках Туру WTA 1994.
Тривав з 19 до 24 вересня 1994 року.
Відбувсь учетверте (перший турнір мав назву Virginia Slims of Moscow 1989).

## Переможниці

### Одиночний розряд
Магдалена Малеєва —  Сандра Чеккіні 7–5, 6–1
- Для Малеєвої це був 1-й титул в одиночному розряді за сезон і 2-й - за кар'єру.

### Парний розряд
Олена Макарова /  Євгенія Манюкова —  Лаура Голарса /  Кароліна Віс 7-6(6–3), 6-4
- Для Макарової це був єдиний титул у парному розряді за сезон і єдиний - за кар'єру. Для Манюкової це був другий титул в парному розряді за сезон і 4-й (останній) за кар'єру.